# Osochi
Osochi.–Pleme Timuquanan Indijanaca čija najpoznatija lokacija bijaše na velikoj okuci Chattahoochee Rivera, današnji okrug Russell u Alabami. Za Timuquanan Indijance treba naglasiti da se danas vode pod porodicu Arawakan, točnije ogranak Taino. Populacija ovog plemena, bila je po svemu sudeći dosta niska, broj im u Alabami nikada nije prelazio 250 osoba (1800). Najraniji dom bijaše im pak područje sjeverozapadne Floride, gdje su ih Španjolci poznavali pod imenom Ossachile ili Uçachile. Negdje po Timucua ustanku (1666.) neki od ustanika (to će biti Osochi) "fled to the woods" /bježe u šume/, ovo područje najvjerojatnije je susjedstvo Apalachicole. Oni kasnije žive s ili blizu Apalachicola, plemena iz grupe Muskhogean, na lokaciji gdje se spajaju vode rijeka Chattahoochee i Flinta. Osochi postupno migriraju uz Flint i dolaze u blizinu plemena Chiaha. Otuda su zajedno s Lower Creek plemenima (1838) otišli u Oklahomu gdje su se otopili u Creek-populaciji.  
Selo Hotalgi-huyana dijelom bijaše naseljeno njima i dijelom Chiahama. Popis iz godine 1832. spominje dva sela, jedno na Chatahoochee a drugo na Opillike Hatchee. –Bili su sjedilačko obalno pleme.

## Vanjske poveznice
- Osochi  Arhivirana inačica izvorne stranice od 29. rujna 2007. (Wayback Machine)